# 巴克頓堡
巴克頓堡（英語：Buckton Castle）是一座位於英格蘭大曼徹斯特郡斯泰利布里奇卡布魯克附近的中世紀圍城城堡。城堡被一道寬2.8（9英尺）的石頭幕牆以及一個寬10（33英尺）、深6（20英尺）的壕溝環繞。巴克頓堡是英格蘭西北部最早期的石頭城堡之一，現今只留下被石楠和泥炭覆蓋的地下遺跡。據信，它很可能在12世紀建造然後再被拆除。最早的相關文獻記載可追溯至1360年，當時這座城堡已荒廢。考古發現的零星物品顯示，巴克頓堡可能尚未完工便被廢棄。
在16世紀，巴克頓堡地點可能在求恩巡禮期間被用作烽火台。到了18世紀，由於傳言巴克頓堡藏有金銀財寶，吸引了大量探寶者前來。在第二次世界大戰期間，該地被用作防空誘餌站。1996年至2010年間，作為泰姆賽德考古調查的一部分，巴克頓堡由曼徹斯特大學考古單位和索爾福德大學應用考古中心進行了考古挖掘。此項目涉及社區考古，並吸引了60餘名志願者參與。巴克頓堡緊鄰巴克頓谷石礦場，被列為一處法定古蹟。

## 位置
巴克頓堡矗立於海拔335（1,099英尺）的巴克頓山，而此山是一座陡峭的砂岩山脊（格網參考 SD98920162）。城堡的南面與西面分別為卡爾河谷和泰姆河谷。城堡東側緊鄰巴克頓谷石礦場，而斯泰利布里奇鎮則位於遺址西南約4（2英里）處。城堡的北面和東北面為覆蓋著石楠與泥炭的荒地。巴克頓堡的位置選擇，很可能讓駐軍能有效地監視泰姆河谷。
在中世紀時期，巴克頓堡位處柴郡東部，與威爾斯西部邊界相鄰。城堡及河谷均隸屬於甸維梳莊園。莊園是一個由莊園領主或其代表管理的土地單位。當時，甸維梳莊園隸屬於朗代爾領地。
與赫里福德郡和什羅普郡這兩個同樣位於英威邊界的郡相比，柴郡每平方公里的城堡數量相對較少。柴郡的多數城堡集中在西邊界一帶，這裡是該郡歷史上較為富裕的地區。柴郡地勢主要為低地，而貝斯頓城堡則是該地區唯一一座顯著高於周圍風景的城堡。根據考古學家雷切爾·斯沃洛的說法，該地區的山頂城堡，包括巴克頓、貝斯頓、哈爾頓和摩爾德，是一種「這些地區顯著的攻擊性和精英個體力量」的象徵。

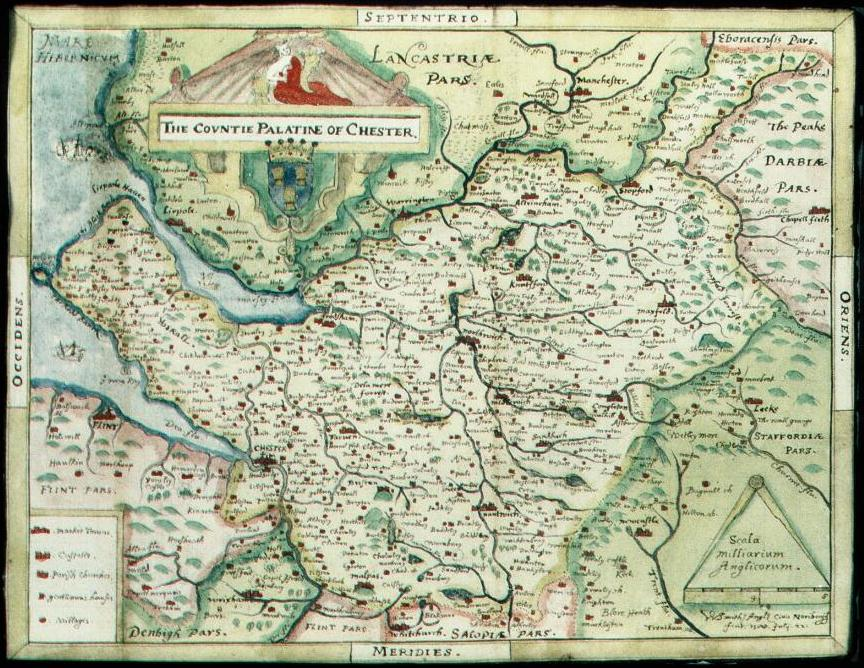
一幅16世紀晚期的柴郡地圖；巴克頓堡位於郡的東北部。
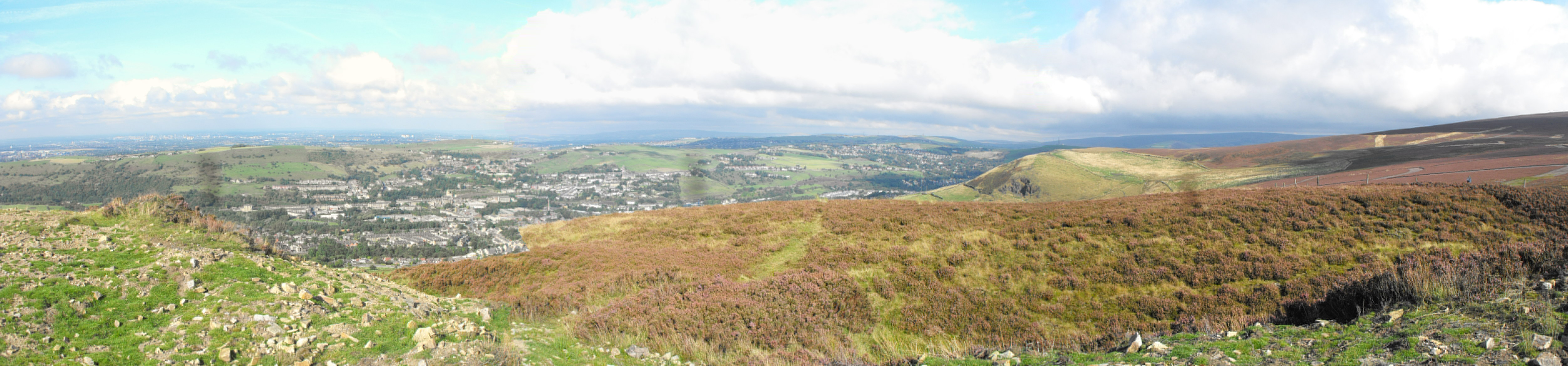
從巴克頓堡向西北方向看去的景色。城堡坐落在海拔335（1,099英尺）的山丘上。

## 歷史

### 建造與使用

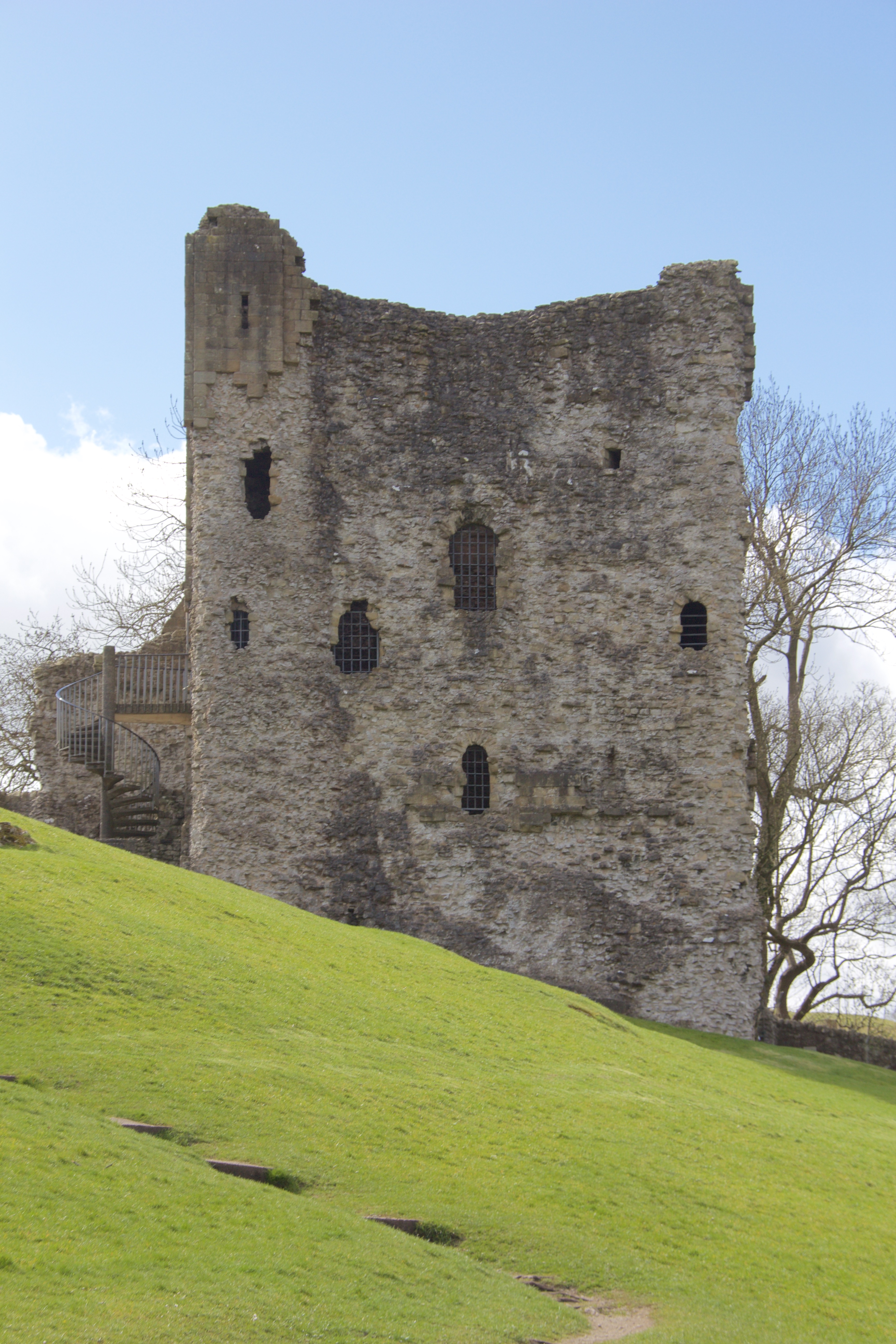
佩弗里爾城堡的城堡主樓在12世紀末建造，費用為184英鎊。

英格蘭早期的城堡在初建時大多以木材為主，畢竟石造建築的費用相對高昂。後來成建造巴克頓堡的地區內的樹木被移除。由於該地木材資源相對匱乏，這可能是選擇石頭作為主要建築材料的原因之一。進入12世紀，石砌城堡的數量開始增加巴克頓堡便是英格蘭西北部最早建立的石砌城堡之一。
巴克頓堡可能在12世紀建造，經歷了三個明確的中世紀活動階段：初始建設階段，包括挖掘護城河、建造城牆和城門樓；護城河的重新挖掘和城牆後方的進一步建設；最後，城堡被有意拆除。從該遺址找回的可辨識材料寥寥無幾，四片潘寧粗陶器碎片大致可追溯至12世紀末。
與大多數城堡（尤其是12世紀的城堡）一樣，對巴克頓堡的建造成本並無詳盡記錄。然而，通過參考德比郡的貝佛瑞城堡的資料，可以獲得一些線索。根據記載於財稅卷宗的數據，在1175年至1177年間，貝佛瑞城堡城堡主樓的建造費用約為184英鎊。以此作為基準，巴克頓堡的建造費用估計約為100英鎊，這一數字與1200年時男爵的年收入中位數相近。
基於成本考量，加上柴郡作為一個郡公領地，伯爵有權力限制城堡的建造，由此推斷巴克頓堡很可能由柴郡伯爵所興建。與位於英威邊界的其他英格蘭郡相比，柴郡每平方公里的城堡數量相對較少，這可能暗示伯爵對城堡的建造有所限制。建造巴克頓堡可能是因為伯爵捲入了無政府狀態所引發；這段時間是在12世紀中期斯蒂芬國王統治期間的內戰，或是在1173-74年間的反對亨利二世的起義。
在無政府時期，蘇格蘭國王大衛一世掌控了英格蘭北部，包括蘭開夏郡的大片領土，這促使巴克頓堡的興建，以防禦柴郡。無政府狀態終結後，許多城堡被拆除，以回歸戰前的風貌，巴克頓堡的毀棄可能也是基於同樣的理由。另一種可能性是，它在1173年至74年的起義後被夷平，作為對柴郡伯爵參與反叛國王的懲戒。即便巴克頓堡很有可能是由柴郡伯爵所建，也有說法指出在1181年至1186年期間，這座城堡可能是在威廉·德·內維爾管理朗代爾領地時興建的，當時他是伯爵的下屬；然而，他可能並無足夠的資金來完成這一建築項目。
巴克頓堡的出土文物稀少，且缺乏精細的石材工藝，這顯示該遺址可能未曾完成建設。然而，壕溝的重新挖掘跡象表明，該地可能經歷了長期的使用，或在遺址被放棄後，為了防衛目的進行了修復工作。

### 後來的歷史和調查

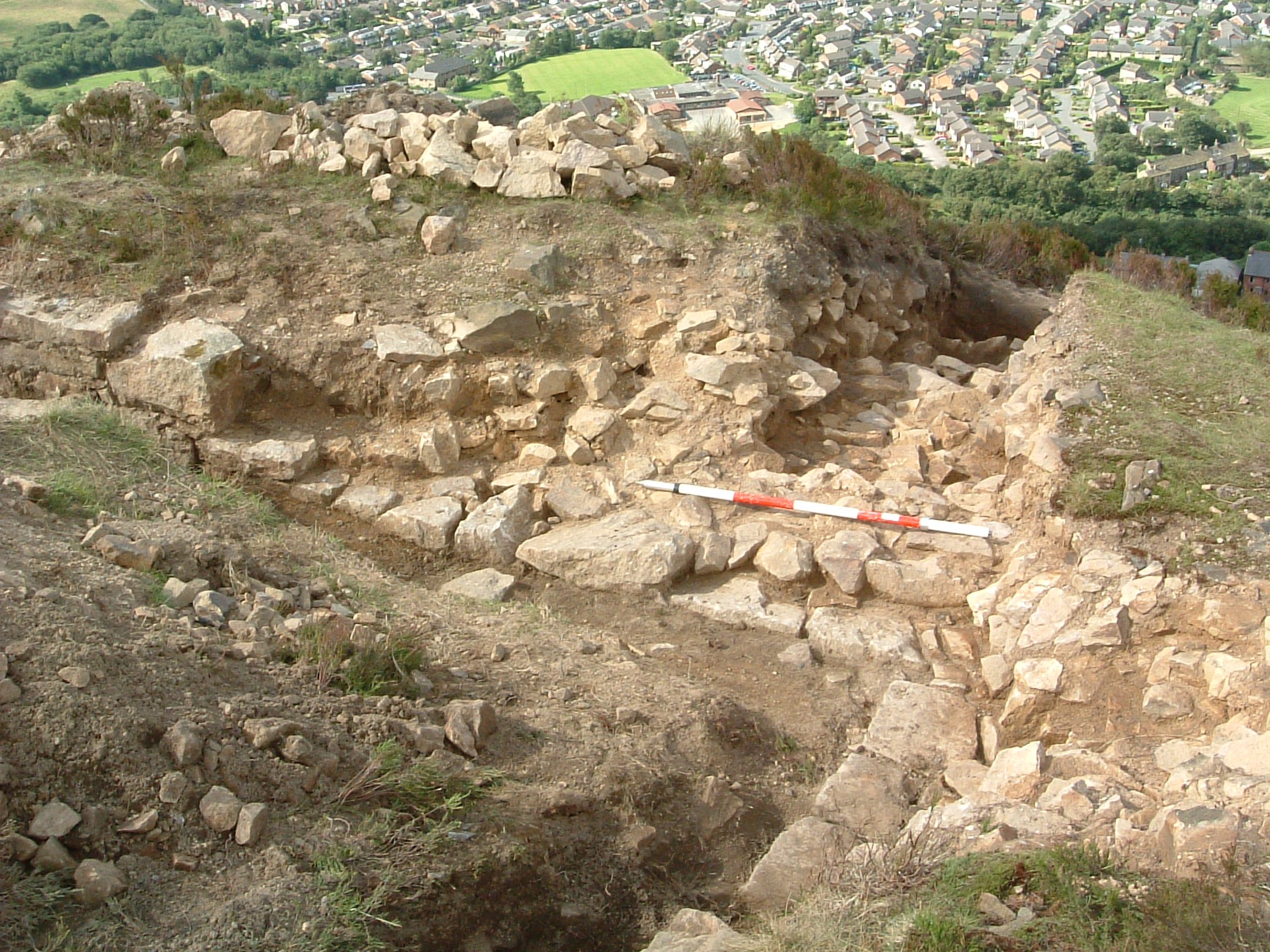
2007年巴克頓堡石砌幕牆的挖掘。曼徹斯特大學考古單位於2007年至2008年間挖掘了巴克頓堡。

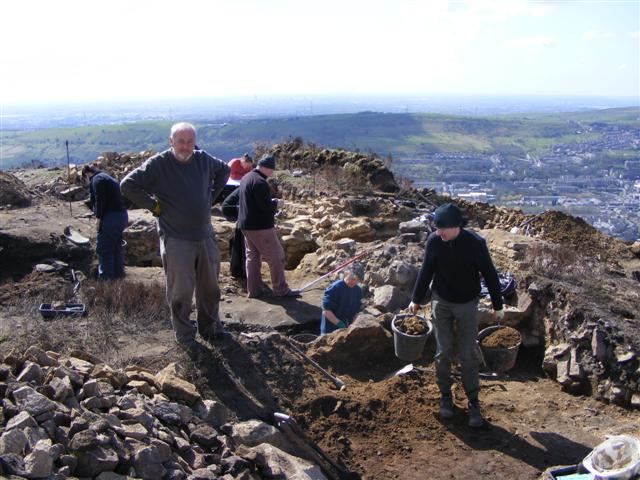
2010年，索爾福德大學應用考古中心進行的最後一季挖掘。

1360年的一份地產調查文件中記載：「有一座名為巴克登的廢棄城堡，毫無價值」；這是現存最早的關於該城堡的記錄。 當時，朗代爾領地由黑太子愛德華所擁有，而城堡已淪為廢墟。 16世紀時，該城堡地點可能在1536-37年的求恩巡禮期間首次用作烽火台，後來在1580年代，當國家面臨來自西班牙的入侵威脅，尤其是在1588年西班牙無敵艦隊來襲時，這一用途可能再次被採用。1803年的記錄顯示，在靠近莫斯利的地方有一座烽火台小屋，距離巴克頓堡不到一英里，表明這一用途可能在當時又被作烽火台之用。
在18世紀，巴克頓堡成為尋寶者的目標，儘管大多數搜尋無果而終，但在1767年的一次尋寶行動中，發現了一條金項鍊和一個銀製物品，然而，這些寶物隨後卻神秘消失了。這些發現引發了當地古物學家的關注，他們中的數人於18和19世紀期間造訪了城堡，並繪製了其平面圖。自1924年起，巴克頓堡被指定為法定古蹟，以保護其重要考古遺址免受破壞； 此舉同時也可能是為了避免其受到巴克頓谷石礦場擴張的影響。 第二次世界大戰期間，作為海星站點計劃的一部分，九個海星站被設置在曼徹斯特周圍，以吸引敵軍轟炸，其中一個站點就位於靠近巴克頓堡的地方。當時，英軍在城堡的壕溝上興建一間磚砌小屋。這些站點在1943年停止使用。
在20世紀，曾有假設認為巴克頓堡可能是鐵器時代的丘堡，但對柴郡和蘭開夏郡丘堡的研究揭示，巴克頓堡的地形與這些遺址顯著不同，因此不大可能是鐵器時代的建築。 1998年的挖掘確認，該遺址的時代屬於中世紀，未發現有早期活動的跡象。起初，考古學家D.J.卡斯卡特·金和萊斯利·阿爾科克視巴克頓堡為一種環形工事，即一種以土方工程作為主要防禦特徵的城堡型態。 然而，進一步的挖掘揭示，城堡的最初建設是一堵石砌的防禦牆，而今日所見的土工結構實則是建築崩塌和土壤累積的結果。最終，巴克頓堡被鑑定為一座包圍城堡，其石牆構成了主要的防禦體系。
泰姆賽德考古調查於1990年展開，由曼徹斯特大學考古單位領導，並獲得超過50萬英鎊的資助；這筆資金來自泰姆賽德議會，其中30萬英鎊專門用於巴克頓堡的挖掘工作。1996年和1998年，工作隊進行了地形調查和初步挖掘，旨在記錄城堡的土工作為並探查潛在的外堡。進一步的調查發現，所謂的外堡事實上是20世紀的建築物，且很可能與鄰近的採礦活動有關。1999年和2002年，由於不明人士的非法挖掘，研究團隊不得不進行補救措施，並進行了鏟測坑工作，以判斷土壤中是否藏有無法從地表辨識的文化遺跡。2007年，巴克頓堡的全面挖掘工作正式啟動，以釐清該地點的年代和歷史。在2007年、2008年和2010年的三個季度中，挖掘坑被開鑿於護城河、北入口、南方土工作為的缺口、內部以及幕牆等多個地點。
在曼徹斯特大學考古單位於2009年7月結束運作後，泰姆賽德考古調查以及與巴克頓堡相關的項目轉移至新成立的索爾福德大學應用考古中心。 在這個過程中，布萊恩·格林斯迪奇擔任了挖掘工作的指導角色。自2007年至2010年期間，超過60名社區考古志願者積極參與了挖掘工作，其中包括泰姆賽德考古學會、南特拉福德考古學組、南曼徹斯特考古研究團隊的成員，以及來自多所大學的學生。

## 布局
巴克頓堡是一座位於高地上的小型圍城城堡，其砂岩幕牆厚達2.8（9英尺）；然而，今日地面上已經完全看不到任何建築遺跡。 城堡整體形狀呈橢圓，其尺寸為35.6乘26.2（117乘86英尺），覆蓋面積約為730平方（0.18英畝）。除了西南部分，由於地形陡峭而無需壕溝，整個城堡被一條寬約10（33英尺）的深溝環繞。在挖掘壕溝的過程中，部分泥土被用來將城堡內部抬高至1.5（4英尺11英寸）的高度。
巴克頓堡的規模與克利塞羅堡內部的圍牆相近，同樣呈橢圓形（31.8乘26（104乘85英尺）），並有一堵厚達2.6（9英尺）的砂岩幕牆。克利塞羅堡同樣位於一個岩石峰頂，其塔樓的小尺寸可能是由於其自然防禦位置及所處經濟環境所致。
巴克頓堡的入口設在西北側的門樓，尺寸為9.3乘7.5（31乘25英尺）。東側為城門通道，西側則有另一個房間。雖然如今看不見上層建築，但據推測其至少有兩層樓高。 建於12世紀的巴克頓堡門樓是英格蘭西北地區最早的門樓之一，也是12世紀或13世紀期間該地區僅有的六座石砌門樓之一，這些門樓包括巴克頓堡、埃格蒙特堡、布勞夫堡、克利塞羅堡、卡萊爾城堡的內門樓（英語：Gatehouse）以及切斯特堡的阿格里科拉塔（英語：Agricola Tower）。這些門樓的大小相似，同樣有一道穿過單塔的城門通道，上層設有房間。巴克頓堡的門樓有一點不同，通道位置偏離中央。
在18世紀，古物學家托馬斯·珀西瓦爾記錄了巴克頓堡內靠近南幕牆的一口水井，以及城堡內部的建築牆壁仍矗立達2（7英尺）高。1842年，由薩德爾沃思地質學會（英語：Saddleworth Geological Society）繪製的一張平面圖顯示，除了珀西瓦爾提到的水井之外，在城堡東南部分有另一個結構遺跡。 然而，城堡內部的壕溝挖掘並未暴露出18至19世紀平面圖上顯示的結構，反而意外地發現一個柱洞，顯示該區域曾有活動跡象。 而在平面圖上並未呈現的南側幕牆缺口，可能是在19世紀時人為挖掘的。 現場另發現一個類似於廢料堆、由砂岩塊所造的結構，這可能是城堡建造期間所遺留下來。目前，巴克頓堡地面上已無任何可見的遺跡，而直到20世紀後期，不斷生長的植被已經遮蔽了原有石質建築的存在。

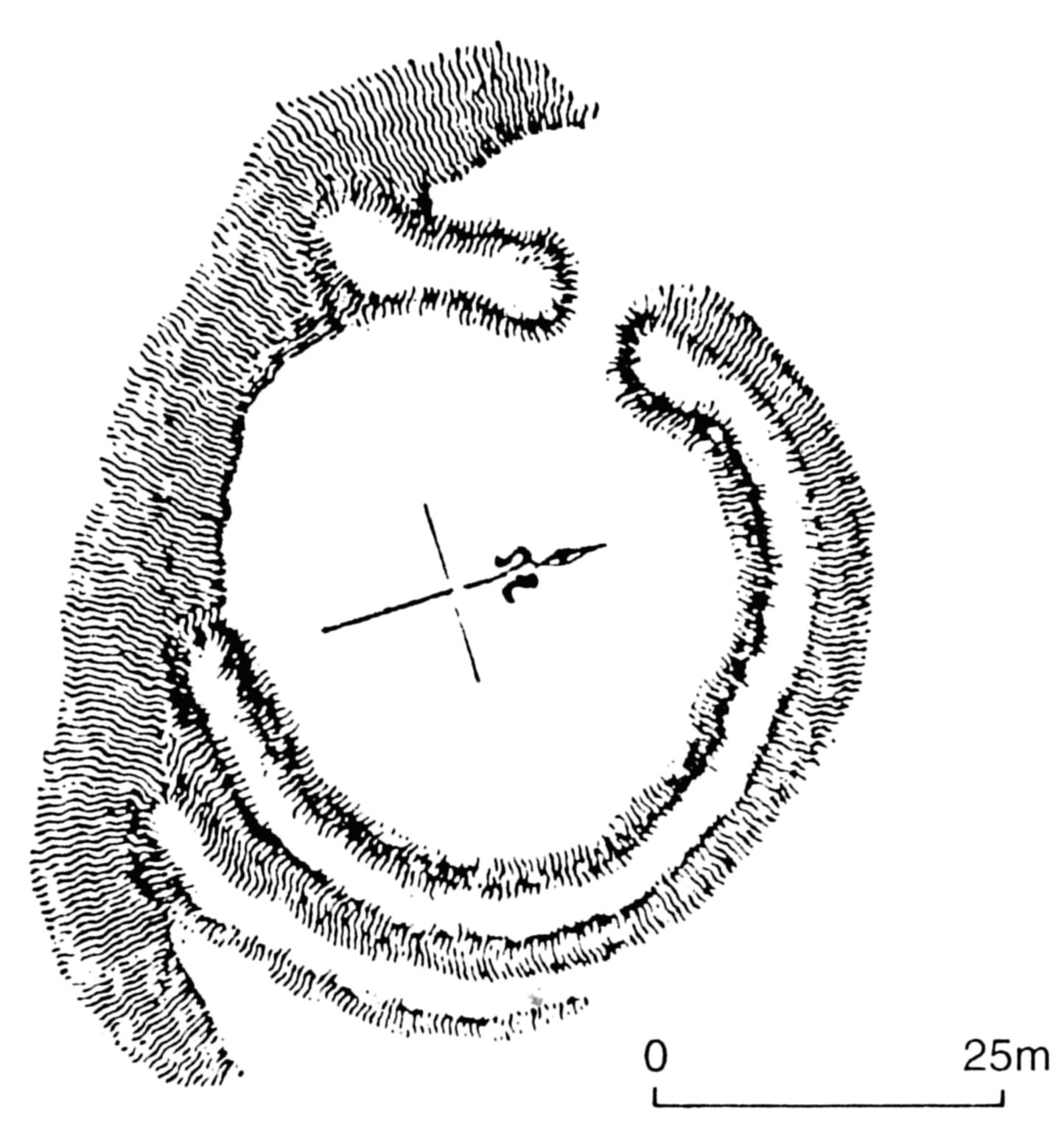
喬治·奧默羅德在1817年繪製的巴克頓堡平面圖
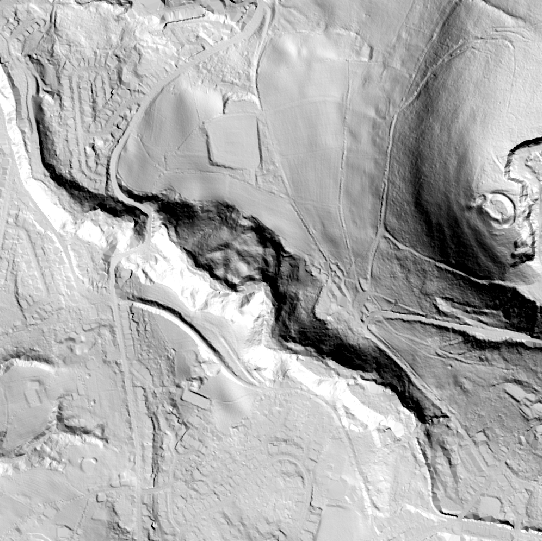
巴克頓堡西側地區的航空光學雷達平面圖，城堡位於右側中心
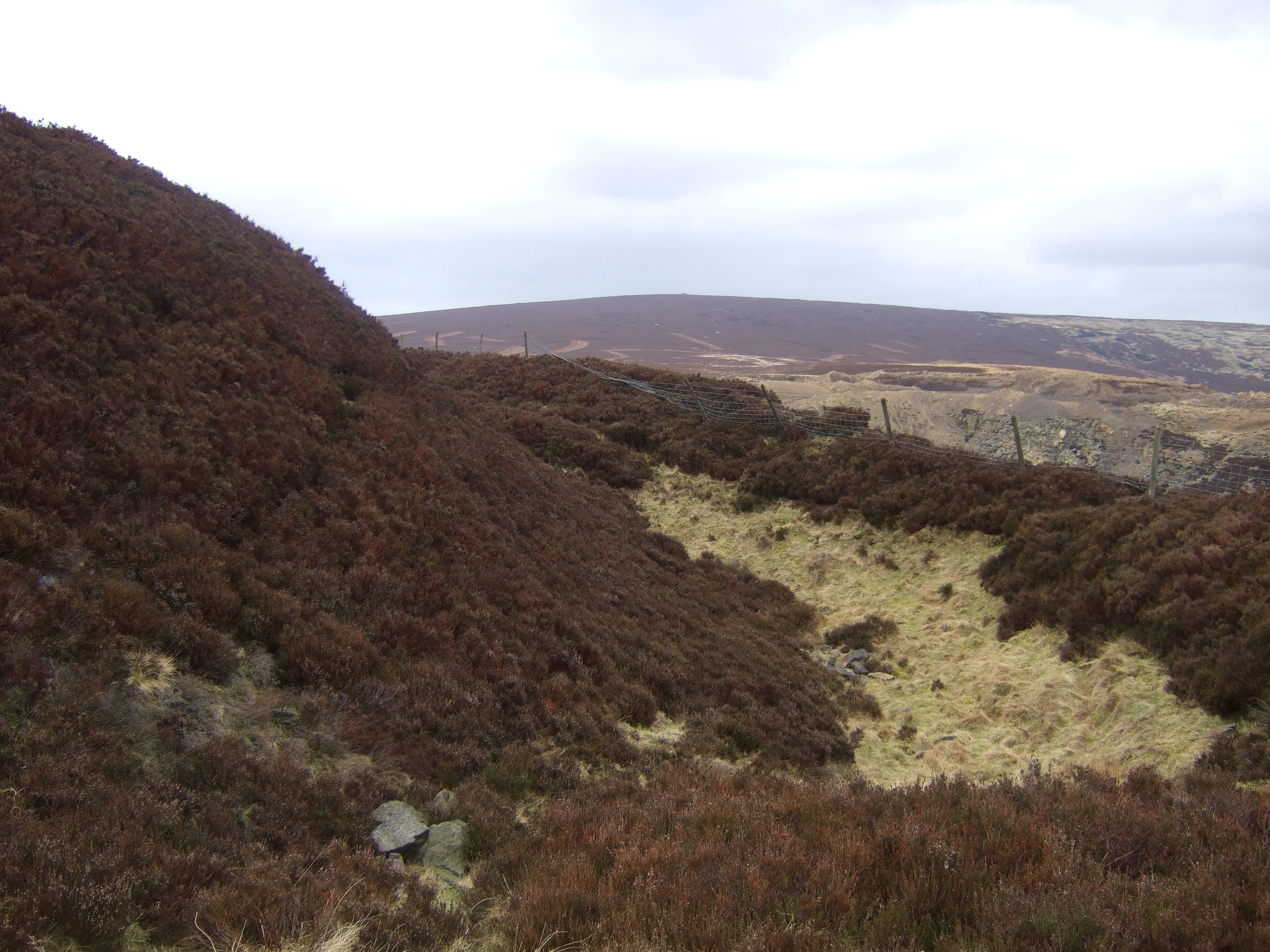
環繞巴克頓堡的部分壕溝影像